# Conférence de Saint-Domingue
La quatrième Conférence générale de l'épiscopat latino-américain, dite Conférence de Saint-Domingue, est la quatrième session du Conseil épiscopal latino-américain, qui a lieu du 12 au 28 octobre 1992 à Saint-Domingue.
Elle est marquée par une crise interne assez virulente entre les responsables de pastorale sud-américains, qui partent des réalités du terrain pour proposer des actions d'évangélisation, et la Curie romaine, qui est centrée sur des questions théologiques et bloque l'adoption des mesures que souhaitent les acteurs de terrain.

## Contexte et préparation
Dès 1983, lors d'une assemblée ordinaire du Conseil épiscopal latino-américain en Haïti, l'idée d'une conférence extraordinaire permettant de faire le bilan des vingt ans de la conférence de Medellín et des dix ans de celle de Puebla est évoquée ; cette conférence est alors projetée pour 1988 ou 1989 ; puis des propositions sont faites en 1984 pour associer cette conférence au cinquième centenaire de la découverte de l'Amérique par Christophe Colomb.
Selon le règlement interne du conseil épiscopal, une telle assemblée ne peut être convoquée que par le pape. Ainsi, la proposition est soumise à Jean-Paul II qui l'accepte en mai 1987. Dix-huit réunions sont ensuite organisées jusqu'en 1990 pour déterminer les attentes, les thèmes et la méthode de travail de la conférence, puis pour rédiger les documents préparatoires.
Ce document est ensuite remis à chacune des vingt-deux conférences épiscopales nationales représentées en février 1990, puis chaque conférence l'étudie et le travaille dans son pays en associant des partenaires, notamment des facultés de théologie. Le document de consultation est rédigé en 1991. Le document est pensé en continuité avec les conférences de 1968 et de 1979.

## Déroulement

### Composition et mode de décision
Trois cent dix membres prennent part à la conférence, dont 232 ont un droit de vote. En outre, la conférence invite vingt experts et cinq observateurs. Sur les 360 participants, 98 sont désignés par Rome. Le pape lui-même n'est présent qu'à l'ouverture de la conférence, mais est ensuite représenté par trois co-présidents,.
| Fonction                                                   | Nombre de participants |
| ---------------------------------------------------------- | ---------------------- |
| Cardinaux                                                  | 20                     |
| Présidents des conférences épiscopales et membres du CELAM | 37                     |
| Délégués par les conférences épiscopales                   | 161                    |
| Non délégués                                               | 9                      |
| Représentants de la Curie romaine désignés par le pape     | 14                     |
| Nonces apostoliques                                        | 6                      |
| Prêtres diocésains désignés par le pape                    | 22                     |
| Diacres permanents                                         | 4                      |
| Religieux et religieuses                                   | 16                     |
| Laïcs                                                      | 16                     |
| Experts désignés par le Vatican                            | 20                     |

Le mode de prise de décision fait l'objet de critiques importantes a posteriori de la part des conférences nationales. En effet, les commissions de coordination n'ont pas été constituées par l'assemblée mais par la présidence, qui a simplement demandé aux conférences nationales de proposer des noms. D'autre part, la règle implicite, mais non écrite, des décisions du Conseil épiscopal veut que les décisions soient prises à la majorité des deux tiers. L'Assemblée s'y oppose mais la présidence l'impose. Or, comme les membres de la Curie représentent un peu plus d'un tiers du quorum des électeurs, aucune décision prise à cette conférence ne peut l'être sans l'aval de la Curie romaine.

### Crise interne
Une fracture entre deux factions apparaît rapidement. D'un côté, les responsables pastoraux du terrain, qui représentent un peu moins des deux tiers de l'Assemblée, dont les préoccupations relèvent avant tout d'un souci pastoral et qui partent du document de travail élaboré durant les années précédentes. D'autre part, la Curie romaine, qui réaffirme un souci doctrinal fort, notamment pour lutter contre la prolifération des sectes mais aussi pour minimiser la théologie de la libération.
Le recteur de l'Université centre-américaine (es) de Managua estime que « D'une méthode inductive, qui partait des situations concrètes, vécues à la base, pour aller à l'Evangile, on passe […] à une méthode déductive, qui part de l'Évangile et cherche à l'appliquer aux réalités culturelles de l'Amérique latine », ce qui constitue de son point de vue un renversement des paradigmes présidant aux conférences de Medellín et de Puebla.

## Thématiques abordées
Trois grands thèmes sont prévus lors de cette conférence. Tout d'abord un diagnostic de la réalité sociale et ecclésiale du continent, afin d'en discerner les enjeux. Dans un second temps, une analyse des principes doctrinaux et des critères théologiques et pastoraux de la nouvelle évangélisation, de la promotion humaine et de la culture chrétienne. Enfin, le choix des stratégies pastorales répondant à ces deux problématiques dans une vision à la fois immédiate et prospective.

## Conséquences
Pour un certain nombre d'observateurs, « l’esprit prophétique, missionnaire et communautaire [des conférences de Medellín et Puebla a] été en grande partie étouffé lors de [celle] de Saint-Domingue ».
En contrepartie, un des bénéfices de ces conférence, pour le Conseil, est de renforcer son unité interne. Dans l'histoire commune et le processus d'appropriation de la mission ecclésiale, les conférences de Medellín et de Puebla acquièrent une force et une importance qu'elles n'avaient pas à ce point à l'origine. Le manque de respect et de confiance pour les responsables ecclésiaux latino-américains, de la part de la Curie romaine, amène l'Église du continent à présenter un front plus uni et où les plus petites conférences épiscopales ont plus leur place.